# Erinnerung an die Marie A.
Erinnerung an die Marie A. ist ein Gedicht, das Bertolt Brecht in der Urfassung am 21. Februar 1920 auf einer Zugfahrt nach Berlin in sein Notizbuch schrieb. Unter anderem publizierte der Autor es 1927 in der Sammlung Bertolt Brechts Hauspostille. Es thematisiert die Erinnerung an eine vergangene Liebe, die Brecht in das berühmte Bild von der vergehenden weißen Wolke gefasst hat.
Und über uns im schönen Sommerhimmel
War eine Wolke, die ich lange sah
Sie war sehr weiß und ungeheuer oben
Und als ich aufsah, war sie nimmer da.
Das Bild der Wolke für die verblassende Erinnerung an das Gesicht der Geliebten ist ein literarisches Motiv, das der frühe Brecht regelmäßig eingesetzt hat. Das Namenskürzel „Marie A.“ im Titel bezieht sich auf Brechts Augsburger Jugendliebe Marie Rose Amann (1901–1988). Das Gedicht ist auf eine populäre Melodie der Jahrhundertwende geschrieben, die unter dem Titel Verlor’nes Glück bekannt war. Brecht hat es bereits vor der ersten Veröffentlichung seines Texts mehrfach zur Gitarre gesungen. Die Melodie kannte er sehr wahrscheinlich aus seiner Zusammenarbeit mit Karl Valentin, der die sentimentale Liedvorlage bereits parodistisch verarbeitet hatte.
Brecht-Biograph John Fuegi zählt das „täuschend schlichte Gedicht, leicht auswendig zu lernen …, zum Grundbestand der deutschen Literatur.“

## Inhalt
Die erste Strophe schildert ein Liebeserlebnis in der Natur, die Begegnung mit einer „stillen bleichen Liebe“, der „Marie A.“ aus dem Titel. Eine Wolke am Sommerhimmel, „sehr weiß und ungeheuer oben“, die schließlich verschwindet, macht das Erlebte unvergesslich.
In der zweiten Strophe setzt sich der Sprecher aus zeitlicher Distanz mit seinen Erinnerungen an das Liebeserlebnis auseinander. „Viele Monde“ seien inzwischen ereignislos vergangen. An das Gesicht der Geliebten könne er sich nicht mehr erinnern, nur an seine Liebesgefühle: „Ich weiß nur mehr: ich küßte es dereinst.“
In der dritten Strophe koppelt der Sprecher sein Erinnerungsvermögen an das unvergessliche Bild der weißen Wolke.
Und auch den Kuß, ich hätt ihn längst vergessen
Wenn nicht die Wolke dagewesen wär
Die weiß ich noch und werd ich immer wissen
Sie war sehr weiß und kam von oben her.
Die einstmals Geliebte hat „jetzt vielleicht das siebte Kind“, was bleibt, ist allein die Erinnerung an den großen Moment der Liebe.
Doch jene Wolke blühte nur Minuten
Und als ich aufsah, schwand sie schon im Wind.

## Entstehung

### Biographischer Kontext
Das Manuskript des Gedichts findet sich in Bertolt Brechts Notizbuch aus dem Jahre 1920, überschrieben als Sentimentales Lied Nr. 1004. Darunter die Bemerkung: „21.II.20, abends 7h im Zug nach Berlin […] Im Zustand der gefüllten Samenblase sieht der Mann in jedem Weib Aphrodite. Geh. R. Kraus“. Sowohl den Titel des Gedichts als auch den angefügten Kommentar hat Brecht nach dem Handschriftenbefund später eingetragen als den Gedichttext selbst, „in gewissem zeitlichen Abstand“.
Der handschriftliche Titel verweist auf Don Juan bzw. Don Giovanni, der – wie Leporello in der Registerarie von Mozarts Oper singt – allein in Spanien 1003 Geliebte hatte, eine Zahl, die der junge Brecht um eine zu überschreiten wünschte. Der auf den ersten Blick so romantische Text („An jenem Tag im blauen Mond September – Still unter einem jungen Pflaumenbaum – Da hielt ich sie, die stille bleiche Liebe – In meinem Arm wie einen holden Traum […]“) ist also nicht frei von Aggressionen. Allein die hohe Zahl der Geliebten relativiert das geschilderte Liebeserlebnis. Brechts angefügter Kommentar spielt möglicherweise an auf Verse aus Goethes Faust, Szene Hexenküche: „Du siehst mit diesem Trank im Leibe bald Helenen in jedem Weibe.“ Der „Geheime Rat Kraus“, dem das Zitat in den Mund gelegt wird, ist vermutlich eine Erfindung Brechts.
In der veröffentlichten Fassung wurde der alte Titel getilgt und das Gedicht erhielt die Überschrift Erinnerung an die Marie A., unter der es bekannt geworden ist. Die Schülerin Maria Rosa Amann (1901–1988), in der Literatur häufig geschrieben „Marie Rose Aman“, die Brecht im Frühsommer 1916 in einer Eisdiele kennenlernte, soll die Realfigur hinter der geheimnisvollen Marie A. gewesen sein. Jürgen Hillesheim bezweifelt die Eindeutigkeit dieses Bezuges, unter anderem weil Brecht auch die ältere Schwester Rosas umworben und deshalb ein Hausverbot von deren Eltern erhalten habe. Deren Rufname aber sei „Maria“ gewesen, während Brecht die jüngere Schwester ganz nach Laune „Rosa, Rosa Maria, Rosa Marie, Rosmarie und Rosl“ genannt habe. Bereits Albrecht Schöne hat 1956 auf die häufige Verwendung des Namens „Marie“ beim frühen Brecht und auf die Wortspiele mit diesem Namen hingewiesen. Seiner Auffassung nach lässt sich das Kürzel „die Marie A.“ auch als „die Maria“ lesen. Jürgen Hillesheims Fazit ist die Kritik an der kurzschlüssigen biographischen Konkretisierung der im Titel genannten Frau:
„Die eine wurde also Rosa, die andere Maria genannt. Hieraus ergibt sich, dass Brecht nicht nur beide Schwestern im Sinn hatte, beiden nachstellte, sondern auch mit den Namen beider Schindluder trieb. Er ließ sie zu einer Person verschmelzen, bildete immer wieder spielerisch eine Einheit aus Rosa, mit der er ein Verhältnis hatte, und Maria, die er nicht haben konnte. (…) Dem Gedicht liegt also in der Tat kein konkretes Du zugrunde.“
Brechts Liebe zu Rosa scheiterte schließlich. „An diesem Mädchen aus der Eisdiele ist noch einer interessiert … ‚Der holde Traum meiner kalten Nächte liebt mich nicht mehr‘.“ Marie Rose Amann hat in einem späten Filminterview „gewichtige Gründe dafür angeführt, daß sie sich die Wolkenromantik nicht leisten konnte. Man hätte sie aus der Schule geworfen, behauptete sie, wenn Brecht sie, wie er es häufig zu tun pflegte, weiterhin von dort abgeholt hätte. Nach dem ersten Kuß weinte sie, weil sie glaubte, nun ein Kind zu bekommen.“ Aus Angst habe sie Brecht ihrer Turnfreundin Paula Banholzer überlassen und sei froh, dass diese das uneheliche Kind bekommen habe und nicht sie selbst.
Bis in seine Studienzeit hing Brecht der Marie nach. Es geht in dem Gedicht also um den Wunsch zu vergessen und um das Problem, nicht vergessen zu können. An seinen Freund Caspar Neher schrieb Brecht schon am 18. Dezember 1917:
„Ich kann also die Rosmarie nicht mehr küssen (sie hat weiche, feuchte, volle Lippen in dem blassen, durstigen Gesichtchen). Ich kann aber andere küssen, natürlich. Ich sehe 100 Münder vor mir, sie verschmachten ohne meinen Kuß. 30 Jahre gebe ich mir und 5 Erdteile. Aber die Rosmarie kann ich also … Kreuzteufel! Was sind 100 Möglichkeiten gegen eine Unmöglichkeit? Vergessen ist Kraft = Flucht aus – Schwäche. Das Höchste, was man kann, ist: das zu nehmen, was man kann. Und das andere? Aber das andere, das man nicht …? Es kann keinen Gott geben, weil ich es sonst nicht aushielte, kein Gott zu sein… Wer lacht da nicht? (Lachen ist auch so eine Kraft der Schwachen!)“
Die Herabsetzung der Marie A., der unvergesslichen 15-jährigen Friseurstochter vom Kesselmarkt in Augsburg, wird im oben zitierten Brief recht drastisch:
„Die Rosa Maria ist nämlich nicht hübsch. Das war eine Legende, die ich erfunden hatte. Sie ist es nur von weitem und wenn ich frage: ‚Ist sie nicht hübsch?‘ – Ihre Augen sind schrecklich leer, kleine, böse, saugende Strudel, ihre Nase ist aufgestülpt und zu breit, ihr Mund zu groß, rot, dick. Ihr Hälschen ist nicht reinlinig, ihre Haltung kretinhaft, ihr Gang schusselig und ihr Bruch (Bauch) vorstehend. Aber ich habe sie gern. (Obwohl sie nicht klug und nicht lieb ist.) Ich habe sie durchaus immer noch gern. Es ist greulicher Unsinn. Bin ich hübsch?“
Sabine Kebir weist auf einen Tagebucheintrag Brechts vom 26. August 1920 hin, um zu zeigen, dass „das Gedicht zunächst nur den intellektuellen Versuch darstellt, Abstand zu Marie Rose Aman zu gewinnen“. Ein halbes Jahr nach dem Gedicht, das so eindringlich Vergessen und verblassende Erinnerung beschwört, notiert Brecht:
„Abends eine liebliche Dämmergeschichte.
Ich hatte die Rosl bestellt. (…) Wir laufen in die Birkenau. Wir rutschen auf einer Bank herum, sie ist bleich, kindlich, schleckig. Der Himmel ist bewölkt, er schwimmt über uns weg, und in den Gebüschen rumort der Wind: er langt ihnen leider unters Laub. Ich küsse ihr weiches Visägechen ab und zerdrücke sie etwas. Im übrigen sieht sie auf guten Ton in allen Lebenslagen und muss um 9 daheim sein.“
Anschließend beschreibt Brecht, wie er in der Nacht „wie kaltes Getier durch wimmelndes Gesträuch trabend – die Wolken fallen einem fast auf das Genick – wieder an den ‚Galgei‘ herangetreten“ sei. Sabine Kebir sieht in dieser letzten Annäherung nach fünf Jahren der vergeblichen Werbung um Rose so etwas wie den Versuch, die eigene Dichtung noch einmal zu leben. „Schließlich faselt er noch von einer gewissen ‚Sauarbeit der Entjungferung‘, was er allerdings auf das schwierige Gebären poetischer Einfälle bezieht.“ Aufgrund dieser konkreten biographischen Hintergründe weist Kebir Interpretationen zurück, die in der „Erinnerung an die Marie A.“ die „faustische Tradition“ und den „baalschen Charakter des jungen Brecht“ suchten, die konkrete Erfahrung einer gescheiterten Liebe zur Begegnung rücksichtsloser Männlichkeit mit dem ewig Weiblichen abstrahierten.
„Die am Biographischen orientierte kontextuelle Analyse zeigt uns keine Personen, die die Dimensionen eines Faust und eines Gretchen haben. Eher tritt da ein unsicherer junger Mann hervor, der vor allem in seiner Dichtung den starken Mann markiert – und eine Frau, die am Ende weiß, was sie will beziehungsweise nicht will: kein Abenteuer mit dem ihr zwar sympathischen, aber irgendwie unheimlichen Eugen Berthold.“

### Literarische und musikalische Quellen
Anregungen für das Gedicht gab ein französisches Chanson, das im deutschen Sprachraum in einer Bearbeitung des Wiener Komponisten Leopold Sprowacker um die Jahrhundertwende große Popularität genoss und in zahlreichen unterschiedlichen Arrangements verbreitet war. Carl Zuckmayer sprach von einer „gegen Ende der Kriegszeit allbekannte(n), vulgäre(n) Schlagermelodie“. Viele sentimentale Ansichtskarten aus der Zeit der Jahrhundertwende enthalten Textauszüge des Werks. Karl Valentin, den Brecht seit 1919 kannte, hatte das Lied 1915 in seinem Sketch Tingeltangel, auch als Theater in der Vorstadt bekannt, parodiert: Eine Sängerin, die es in romantischem Ton vorzutragen versuchte, wurde von Valentin auf immer neue Weise gestört. Brecht hatte, wie Fritz Hennenberg kommentiert, beim Dichten die „Melodie im Ohr“, und die von Brecht selbst in Zusammenarbeit mit Franz Servatius Bruinier komponierte Vertonung hält sich eng an diese Melodie.
Die erste Strophe der deutschen Fassung des Schlagers lautet:
So oft der Frühling durch das offne Fenster
Am Sonntagmorgen uns hat angelacht
Da zogen wir durch Hain und grüne Felder.
Sag, Liebchen, hat dein Herz daran gedacht?
Wenn abends wir die Schritte heimwärts lenkten,
Dein Händchen ruht in meinem Arm,
So oft der Weiden Rauschen dich erschreckte,
Da hielt ich dich so fest, so innig warm.
Zu jener Zeit, wie liebt ich dich, mein Leben,
Ich hätt geküßt die Spur von Deinem Tritt,
Hätt gerne alles für Dich hingegeben
Und dennoch du – du hast mich nie geliebt!
Zunächst fällt die Ähnlichkeit zum Brechtgedicht in Rhythmus und Reimschema ins Auge; allerdings wählte Brecht statt der acht plus vier Verse der Vorlage (Strophe plus Refrain) eine achtzeilige Strophenform ohne Refrain. „Metrum ist der fünfhebige Jambus, gereimt sind lediglich die Verse 2 und 4 sowie 6 und 8 jeder Strophe.“ Weiterhin sind einzelne Formulierungen übernommen, das Grundthema eines Liebeserlebnisses in der Natur ist teilweise übernommen, teilweise variiert. Es bleiben der klassische liedhafte Ton, die Eingängigkeit von Rhythmus und Bildern, die dem Gedicht eine gewisse Leichtigkeit verleihen und die Aspekte Verlust und Abwertung der geliebten Frau überlagern oder verdecken.
Brecht greift mit dem Gedicht aber auch Motive aus dem eigenen Schaffen auf. Die Wolke ist „ein Grundmotiv der frühen Lyrik Brechts“. Das Motiv taucht bereits in dem 1918 verfassten Drama Baal auf:
Baal: Es ist auch Frühjahr. Es muss etwas Weißes in diese verfluchte Höhle!
Eine Wolke!
(…)
Baal: Aber erst hole ich mir eine Frau. Allein ausziehen, das ist traurig. Irgend eine! Mit einem Gesicht wie eine Frau!
Baal: Wenn du sie beschlafen hast, ist sie vielleicht ein Haufen Fleisch, das kein Gesicht mehr hat.
Der Übersetzer Jean-Claude Capèle sieht das Gedicht in diesem Kontext als Ausdruck des „asozialen Weltbild[s] eines Baal“, geprägt von der Erfahrung des Ersten Weltkriegs und dem Überlebenskampf der Nachkriegszeit.
Weit zurück geht Albrecht Schöne auf die Suche nach literarischen Quellen. Er sieht als ältesten Vorgänger „ein altes bretonisches Hafenlied, dessen Worte verlorengingen“, dessen Spuren sich in der „Volksballade von ‚Schön Anna‘“ erhalten hätten. Ebenfalls auf dieses Lied gehe „ein etwa ins Jahr 1160 zu datierendes Lai der Marie de France zurück, das entsprechend nahe Verwandtschaft mit den genannten Balladen zeigt: ‚Le Fraisne‘.“ „Ezra Pounds ‚La Fraisne‘, 1909 in dem Bande ‚Personae‘ erschienen, das vom Lai der Marie de France ausgeht“, sei nun als ein Ausgangspunkt für Brechts Gedicht zu werten. Schöne zitiert den Schluss des Gedichts:
„Once there was a woman … / … but I forget … she was … / … I hope she will not come again. / …. I do not remember … / I think she hurt me once, but … / That was very long ago. / I do not like to remember things any more. / I like one little band of winds that blow / In the ash trees here: / For we are quite alone / Here 'mid the ash trees.“

## Editions- und Textgeschichte

### Veröffentlichungen
Bereits 1922 war das Gedicht für die Sammlung Hauspostille vorgesehen, und zwar schon unter dem späteren Titel, wie aus einem erhalten gebliebenen Inhaltsverzeichnis hervorgeht. Doch die Fertigstellung dieser Gedichtsammlung verzögerte sich erheblich. So erschien die Erinnerung an die Marie A. zuerst am 2. August 1924 im Berliner 8 Uhr-Abendblatt unter der Rubrik „Neue Lyrik“. Im Dezember 1924 folgte die Veröffentlichung in der Zeitschrift Junge Dichter vor die Front!, einem von dem Rezitator Franz Konrad Hoefert redigierten Periodikum, das noch nicht arrivierten Dichtern ein Podium bieten wollte. Für den 15. Dezember 1924 wurde dort ein „Brecht-Abend“ angekündigt, bei dem Hoefert und die Rezitatorin Erna Feld Brecht-Texte vortragen sollten und Jo Lherman, ein umtriebiger Theatermacher und Regisseur, die einleitenden Worte sprechen sollte; diese Abendveranstaltung kam aber vermutlich nicht in der vorgesehenen Form zustande. Lherman wiederum nahm die Erinnerung an die Marie A. Anfang Januar 1925 in die von ihm herausgegebene „Anthologie unveröffentlichter Gedichte sechzig deutscher Autoren“ unter dem Titel Die Lyrik der Generation auf. Es handelte sich um ein Sonderheft der Berliner „Monatszeitschrift für Philosophie, Dichtung und Kritik“ Das Dreieck, die sich avantgardistischer Literatur und Politik verschrieben hatte (zu ihren Mitarbeitern gehörte der junge Herbert Marcuse). Im November 1926 erschien ein weiterer Nachdruck in einem viel gelesenen und renommierten Magazin des Ullstein-Verlags, der Zeitschrift Uhu mit einer Auflage von zeitweise über 100.000 Exemplaren.
Wie schon seit 1922 geplant, wurde das Gedicht dann Teil der 1927 endlich bei Ullstein erschienenen Hauspostille, die als „Parodie auf die Haus- und Kirchenpostillen Luthers“ zu lesen ist. Brechts Gedichtsammlung ist in „Lektionen“ eingeteilt mit Titeln, die ironisch auf religiöse Kontexte verweisen. Die Erinnerung an die Marie A. erscheint in der Lektion Chroniken. Anders als die „Chroniken“ des Alten Testaments stellt das Kapitel der Hauspostille nicht exemplarische, bedeutsame Lebensläufe dar, sondern das Leben der ‚kleinen Leute‘.

### Textvarianten
Der gedruckte Text weicht nicht wesentlich von der handschriftlichen Fassung von 1920 ab. Der auffallendste Unterschied betrifft die Überschrift: Sentimentales Lied Nr. 1004 wird ersetzt durch Erinnerung an die Marie A. Der biografische Bezug kam also erst in der Druckfassung zum Tragen, während die ironische Anspielung auf Don Giovanni getilgt wurde. Ferner schwächte Brecht direkte Bezüge auf einen sexuellen Akt leicht ab. Statt „und als ich aufstand“ hieß es nunmehr: „Und als ich aufsah, war sie nimmer da“; die Zeile „An meiner Brust wie einen Morgentraum“ (evtl. auch „Wiegentraum“, die Handschrift ist nicht eindeutig zu entziffern) wurde ersetzt durch „In meinem Arm wie einen holden Traum“.

### Vortragsanweisungen
Jan Knopf weist darauf hin, dass Brechts „Vortragsstil jede ‚Stimmung‘ bzw. ‚Einstimmung‘“ verhinderte. Als Verfremdungseffekt habe Brecht das laute Nennen der Strophennummern eingesetzt. In der „Anleitung zum Gebrauch der einzelnen Lektionen“ empfiehlt Brecht weiterhin, beim Vortrag zu rauchen und mit einem „Saiteninstrument“ zu „akkordieren“. Der ideale Vortragskontext seien „Regengüsse, Schneefälle, Bankerotte usw.“, kurz das, was Brecht unter „rohen Naturgewalten“ versteht. Außerdem empfiehlt Brecht, „jede Lektüre in der Taschenpostille mit dem Schlusskapitel zu beschließen.“ Gemeint ist das Gedicht Gegen Verführung, das angesichts der Endlichkeit menschlichen Lebens zu gierigem Lebensgenuss und zur Abkehr von jeder religiösen Jenseitshoffnung auffordert.
Laßt euch nicht betrügen!
Das Leben wenig ist. Schlürft es in vollen Zügen!
Es wird euch nicht genügen
Wenn ihr es lassen müßt!
Jeder sentimental-romantischen Rezeption der Erinnerung an die Marie A. wird hier konsequent entgegengearbeitet.

## Interpretationen
Die Rezeption des Gedichts ist umfangreich, die „Erinnerung an die Marie A. gehört zu den meistinterpretierten Gedichten Brechts“. Dabei dreht sich die Debatte von Anfang an um die Frage, ob das Gedicht ein Liebesgedicht sei. Als irritierend wird empfunden, dass sich der Sprecher des Gedichts sehr intensiv an die „weiße Wolke“, nicht aber an das Gesicht der Geliebten erinnern kann. Die Interpreten legen dieses Faktum unterschiedlich aus:
– als Verdrängung der bedrückenden Erinnerung an den Verlust der Geliebten,
– als selbstverliebtes Liebeserleben, das nur die eigenen Gefühle erinnert,
– als autobiografischen Text Brechts, der in dem Gedicht seine Liebe zur Schülerin Marie Rose Amann verarbeite,
– als Verdichtung der großen Liebe zu einem eindrücklichen literarischen Symbol.
Beim Vergleich der Deutungen ist zu berücksichtigen, dass den Interpreten bis zu den Untersuchungen Jan Knopfs um 1995 der Entstehungszusammenhang des Gedichts weitgehend unbekannt war.

### Form und Symbolik
Zentrales Bild des Gedichts ist die „weiße Wolke“, hervorgehoben durch die Formulierung „ungeheuer oben“, die Marcel Reich-Ranicki zum Titel seines Brecht-Buches gewählt hat. Jörn Albrecht bezeichnet diese Verwendung des Adverbs „oben“ als „prädikatives Adjektiv“ als „eine raffinierte Form der Katachrese“ „Üblicherweise befindet sich etwas sehr weit oben, aber nicht ungeheuer oben“. Die Kraft dieses Bildes liegt also im bewussten Verstoß gegen grammatische Regeln, es entwickelt sich „der naiv-aufsässige Brechtsche Ton“.
In der langen, romantischen Schilderung der Liebesbegegnung versteckt Brecht ein Geschehen, das die Wolke zum Verschwinden bringt: „und als ich aufsah, war sie nimmer da.“ In der ursprünglichen Notizbuchfassung („und als ich aufstand“) war dieser Bezug zu einem Liebesakt noch deutlicher formuliert. Wie in anderen frühen Gedichten Brechts repräsentiert die Wolke die große Liebe, ihr Verschwinden und den Kampf mit den Erinnerungen und Verlustgefühlen.
Reich-Ranicki sieht in der Wolke ein Symbol der Liebe, ihrer „Reinheit und vor allem ihre(r) Vergänglichkeit“. Die erste Strophe, nach Reich-Ranicki die „These“ des Gedichts, repräsentiere die Erinnerung an die Liebe. Nur durch die Liebe zu Marie könne der Poet sich an die Wolke erinnern, der später eingefügte Titel drücke also „Dankbarkeit“ aus.
Die zweite Strophe legt eine große Distanz zwischen die Liebe und die Erinnerung („viele, viele Monde“), das Gesicht ist vergessen: „Ich kann mich nicht erinnern.“ Geblieben sei nur die Erinnerung an das eigene Gefühl, an den Kuss. Die Größe des Verlustes und die Trauer werden im Bild der zerfließenden Zeit, der Leere des Danach deutlich. John Fuegi spricht von einem „Zeitsprung“, „fast mit einem filmischen Schnitt“. Das Bild des jungen, inzwischen alt gewordenen Pflaumenbaums impliziert eine Distanz an Jahren, die den zeitlichen Abstand in der Situation des jungen Brecht, die dem Text zugrunde liegt, weit überschreitet: Zum Ausdruck kommt der Wunsch nach Verdrängung des Verlusts. Marcel Reich-Ranicki sieht diese Strophe als „Antithese“ des Gedichts.
Die dritte Strophe erscheint aus der Sicht Reich-Ranickis als „Synthese“ des dialektischen Konstrukts, die zugleich die Sicht der zweiten Strophe widerlege. Die Erinnerung an die Wolke sei doch nur durch die Erinnerung an die Geliebte motiviert, die Behauptung, sich nicht erinnern zu können, sei in der Synthese widerlegt. In dieser Strophe mischen sich Elemente aus den beiden ersten. Die große romantische Erinnerung ist integriert in eine ernüchternde Sicht der Geliebten, die jetzt vielleicht schon sieben Kinder hat. Themen sind der Erhalt der Erinnerung an die eigenen Gefühle, aber auch die Bewältigung des Verlusts der großen Jugendliebe. Der Bruch zwischen der kurzen „Blüte“ und den zahlreichen Schwangerschaften verweist nochmals auf den Aspekt der Unschuld, der Sicht der Liebe als großes Abenteuer der ersten Begegnung.
„Die großen Glücksgefühle des Menschen sind schnell vergänglich, sie verblassen unversehens und sind nicht mehr erinnerlich. Sie benötigen des Zufälligen, um in Erinnerung zu bleiben. Brecht denunziert die Vorstellung von der ‚ewigen Liebe‘ aus der Haltung, der er damals anhing: sich an nichts binden, auf nichts vertrauen, nichts als dauernd betrachten. Alles, worauf die Menschen zu bauen glauben, ist ebenso flüchtig und zufällig wie eine Wolke. Die Wolke, die Brecht hier besingt, gehört in den ‚Himmel der Enttäuschten‘. Das Menschliche, das menschliche Gesicht (‚Doch ihr Gesicht, das weiß ich wirklich nimmer‘), es ist nichts Bleibendes.“

### Rezeptionsgeschichte
Bereits Hanns Schukarts frühe Interpretation aus dem Jahre 1933 weist romantische Lesarten zurück. Die Besonderheit des Gedichts sei der „pessimistische Unglaube, dem es unmöglich ist, eine vergangene Lebenssituation wieder erlebbar zu gestalten.“ Nur im Moment des Liebesakts sei dem lyrischen Ich das Bild der Frau gegenwärtig, das Bild verblasse sofort danach. Nur die Wolke sei „aus dem sinnlichen Empfindungskomplex dieses Augenblicks in der Erinnerung des Ich geblieben“, was die lyrische Dichte des Symbols erkläre.
Albrecht Schöne klassifiziert 1956 ohne Kenntnis der Entstehungsgeschichte die Erinnerung an die Marie A. als „Liebesgedicht“. Obwohl die Erinnerung eigentlich der Wolke gelte und die Liebe nur durch „abgenutzte, klischeehafte Bilder“ beschrieben werde, sei das Liebeserlebnis in der Erinnerung an die Wolke aufgehoben.
Schöne ordnet das Gedicht zunächst in den Kontext der Brechtschen Hauspostille ein. Zwischen den Texten von wilden Abenteuern wirke das Liebesgedicht auf den ersten Blick fehl am Platze, „klingen die Verse der Liebe zu einer vergessenen Frau so fremd, so unerwartet, als hätten sie sich nur verirrt in diese rohe, lärmende Gesellschaft.“ Schöne deutet diesen Kontrast als Kontrapunkt „zu einer grausamen Gegenwart und unbarmherzigen Zukunft“, der „die Vergangenheit, die im Worte der Erinnerung Gestalt gewinnt“, zeitliche Tiefe verleihe. Schon in der das Kapitel Chroniken einleitenden „Ballade von den Abenteurern“ sei die Dimension der Erinnerung angesprochen:
… ganze Jugend, nur nicht ihre Träume vergessen
Lange das Dach, nie den Himmel, der drüber war.
Schöne betont im Folgenden den Bruch in der ersten Strophe des Gedichts zwischen an Kitsch grenzender „Pseudo-Romantik“ in der Schilderung der Geliebten und der nüchternen Klarheit der drei Schlussverse: „Denn jetzt steht plötzlich die ‚Wolke‘ vor dem Auge des Sprechenden, befreit vom Stimmungsklischee der schmückenden Adjektive, und ihre adverbialen Bestimmungen treten klar, scharf, präzise in seine erinnernde Vorstellung: ‚sehr weiß und ungeheuer oben‘. Das wirkt nach dem Vorangehenden so kühl, nüchtern und schockierend ‚unpoetisch‘, wie ein erlösender Durchbruch zu Wahrheit und Wirklichkeit.“ Die eigentliche Erinnerung – so folgert Schöne – gilt der Wolke, nicht der Geliebten.
Die zweite Strophe markiert für Schöne einen Bruch durch den zeitlichen Sprung und die dialogische Ansprache eines fiktiven Zuhörers. In der Klarheit der Aussage, dass sich der Sprecher nicht erinnern könne, erkennt Schöne einen „Unterton des Nichterinnern-Wollens“. Er vergleicht das Vergessen des Sprechers mit dem Vergessen Gottes in den Schlussversen von Brechts Gedicht Vom ertrunkenen Mädchen:
Geschah es (sehr langsam), daß Gott sie allmählich vergaß
Erst ihr Gesicht, dann die Hände und ganz zuletzt erst ihr Haar
Dann ward sie Aas in Flüssen mit vielem Aas.
Die dritte Strophe kontrastiert nach Schöne das Bild der Wolke mit einer fast zynischen Sicht der vergessenen Geliebten:
Die Pflaumenbäume blühn vielleicht noch immer
Und jene Frau hat jetzt vielleicht das siebte Kind.
Doch jene Wolke blühte nur Minuten
Und als ich aufsah, schwand sie schon im Wind.
„Die Person der Geliebten – ausgelöscht, ihr Gesicht – vergessen, der Tag ihrer Begegnung – vergangen, der Pflaumenbaum – vielleicht abgehauen, vielleicht noch immer in Blüte; alles Dingliche, Gestalthafte, Feste, auch nur ein wenig Dauernde fiel dem Vergehen zum Opfer. Allein die ‚Wolke‘, die nur für Augenblicke am Himmel stand, die im Winde dahinschwand, schon als er aufsah, dies Allervergänglichste besteht in der Erinnerung des Sprechenden und in der Dauer des Gedichts.“
In Bezug auf die Form hebt Schöne die eigenartige Verwendung der grammatischen Zeitformen hervor. Das Präteritum stehe gerade für das Gegenwärtige, die Wolke „‚war‘, ‚blühte‘, ‚schwand‘; der Sprechende ‚küßte‘ ihr Gesicht und ‚hielt‘ sie im Arm.“ Dagegen stehe das Präsens für das Vergessen und das Unsichere. „Die Redeweise der Gegenwart dient dem Vergessenen – die der Vergangenheit dem wahrhaft Gegenwärtigen. Aus dem gegenläufigen Fortwirken des ursprünglichen Tempusgebrauchs aber zieht der umgewandte Zeitbezug die erhöhte Spannung einer leisen Befremdung und Paradoxie.“
Klaus Schuhmann analysiert 1964 wie Reich-Ranicki den Dreischritt des Gedichts, konstatiert aber einen Bruch schon in der ersten Strophe. Formal kontrastiere das in den letzten Versen bei der Beschreibung der Wolke dreimal wiederholte, „prosaisch anmutende“ Hilfsverb „war“ mit den „sentimentbeladene(n) Attributen der ersten Verse (blau, jung, still, bleich, hold)“. Durch die nüchterne Schilderung der Wolke in den letzten Versen verblasse die sentimentale Schilderung der ersten Verse. „Das Stimmungsbild der ersten Strophenhälfte erweist sich als Klischee. Sogar die Geliebte fällt dem Vergessen zum Opfer.“
Thema der zweiten Strophe ist nach Schuhmann der „alle Erinnerung auslöschende Strom der Zeit“. Sie dokumentiere das Scheitern aller Erinnerungsversuche an die Geliebte. Die Fähigkeit des Sprechers, die weiße Wolke zu erinnern, erklärt Schuhmann aus der nüchternen Betrachtung des Himmelsphänomens. Die dritte Strophe sieht Schuhmann als „Vergegenwärtigung des damaligen Septembertages durch die Wolken.“ Das Bild des Windes in den beiden Schlusszeilen des Gedichts:
Doch jene Wolke blühte nur Minuten
Und als ich aufsah, schwand sie schon im Wind.
ist für Schuhmann „nicht mehr nur eines der Lebenselemente des Asozialen (…) sondern wird zum integrierenden Bestandteil der Vergänglichkeit“.
Ausgangspunkt der Analyse von Albrecht Weber ist 1971 der historische und literarische Entstehungskontext. Die Erfahrung des Weltkriegs und der anschließenden Wirren habe eine ganze Generation erschüttert:
„Die hoffnungslose Situation der Zeit entfachte eine Nach-uns-die-Sintflut-Stimmung, eine carpe-diem-Haltung – und die hektischen roaring twenties sind von Verzweiflung untermalt und nicht zufällig wurde damals die Existenzphilosophie formuliert – sie entfesselte, wie im jungen Brecht, eine gesteigerte Begierde nach Lust, rücksichtslose Lebensgier, einen asozialen, amoralischen Vitalismus. Alles wurde dem Ich zum Mittel, sich auszuleben, des Genusses. Das Geschlecht sollte die Lebenslust stillen.“
Weber zitiert dazu Hanns Otto Münsterers Schlagwort vom „Baalischen Weltgefühl“ Brechts und seiner Umgebung in Augsburg. Als zentrale Motive dieses rücksichtslosen, genussorientierten Liebeslebens nennt Weber „Liebe als Ausleben der Sinnlichkeit … aus Verzweiflung, … aus innerer Not“
„Unter einem gleichgültigen, azuren strahlenden Himmel vollziehen die Bilder von Wind, Wolke und Wasser die Zeichen der Vergänglichkeit.“
Vergänglichkeit und „Baalisches Weltgefühl“ sieht Weber im Anschluss an Walter Muschg in der Erinnerung an die Marie A. realisiert. Die Wolke scheint ihm die Liebe zu einer „Naturerscheinung“ zu überformen, die Liebe sei dadurch „nichts als ein wie eine Wolke wiederholbarer Naturvorgang“. Im Anschluss an Schöne rekonstruiert Weber eine Art von „Schalenbau“ des Gedichts mit dem rhetorischen Dialog im Zentrum („Und fragst Du mich“) und einer „Symmetrie“ der äußeren Elemente „Pflaumenbaum“ und „Wolke“. Weber kommt zu dem Schluss, dass „jenes Liebesgedicht eher ein Gedicht der Vergänglichkeit ist, ein Gedicht der vergänglichen Liebe, auch ein ‚Reflex der Trauer‘“.
Andreas Hapkemeyer konkretisiert in seiner Analyse aus dem Jahre 1986 die Verschiebung der Erinnerung an die Geliebte auf die Wolke. Die Konzentration auf die „Wolke und die damit verbundene Selbsterfahrung des lyrischen Ichs“ lasse das Werk „nur bedingt“ als Liebesgedicht kategorisieren.
Jan Knopfs Arbeiten ab 1995 bezeichnen durch die systematische Erschließung des Entstehungszusammenhangs eine Wende in der Rezeptionsgeschichte. Knopf analysiert zunächst die „Intensität“ des Gedichts, die er auf seinen „unerhörten Klang“ zurückführt. Durch die prägnante, dreifache Wiederholung des Diphthongs „au“ („blauen Mond“ (1), „Pflaumenbaum“ (2, 11, 21)) würden zwei Liebessymbole, „der Mond, das Liebessymbol (und Kitschsymbol für Liebe) schlechthin“ und „der Pflaumenbaum mit seinen sexuellen Konnotationen“, hervorgehoben. Zusammenklänge ergäben zudem die vielen „o“ (Mond (1), Sommerhimmel (5), Wolke (6, 18, 23), oben (7)) und in der Folge der „i“-Laut (Still (2), die stille .. Liebe (3), Sommerhimmel (5), die ich (6), ich (8), sie nimmer (8)). Diese Harmonie der Laute erstrecke sich über alle drei Strophen, zum Teil verstärkt durch Wortwiederholungen (etwa Pflaumenbaum, still). Ein weiteres prägnantes Stilmittel seien Anaphern, besonders deutlich als Verbindung zwischen den Schlüsselwörtern „Gesicht“ und „Wolke“:

Schematische Darstellung des Wolkensymbols

Doch ihr Gesicht, das weiß ich wirklich nimmer
und
Doch jene Wolke blühte nur Minuten
John Fuegi hat darauf hingewiesen, dass die enge Verbindung der Schlüsselwörter „Wolke“ und „Gesicht“ auch über die Doppeldeutigkeit des Wortes „weiß“ im Gedicht hergestellt wird, das einmal die Farbe der Wolke bezeichnet, andererseits als Form des Verbs „wissen“ die Erinnerung an das Gesicht.
Ein weiteres Klangelement sind nach Knopf „syntaktische Klein-Einheiten“ aus zweifüßigen Jamben („Da hielt ich sie“ (3); „Sie war sehr weiß“ (7); „Und fragst Du mich“ (12); „So sag ich Dir“ (13); „Die weiß ich noch“ (19)). Auch zahlreiche Alliterationen verstärkten die lautliche Harmonie (etwa: „Wolke“ (6, 18, 23), „weiß“ (7, 14, 15, 16, 19, 20), „gewiß“ (14), „wohl“ (11), „Wind“ (24) usw.). Hinzu kämen Assonanzen und Parallelismen („ich weiß schon, was du meinst“ (14); „das weiß ich wirklich nimmer“ (15); „Ich weiß nur mehr“ (16)). Aufgrund der klanglichen Harmonie sei leicht zu überlesen, dass sich nur jede zweite Zeile reime.
Trotz dieser harmonischen, lyrischen Form läuft – so Jan Knopf – „alles auf Desillusionierung hinaus“, Jan Knopf verweist zunächst auf den großen zeitlichen Abstand zwischen Erinnerung und Ereignis, ein Konstrukt, das er nicht als psychologischen Versuch der Distanzierung von dem Erlebnis des Verlassenwerdens deutet, sondern als Hinweis auf die Distanz zwischen lyrischem Ich und dem jungen Bertolt Brecht. Das lyrische Ich sei „mit dem 23jährigen Autor kaum identifizierbar.“
Im Brecht-Handbuch weist Jan Knopf darauf hin, dass die Hauspostille ein „Anti-Erbauungsbuch“, distanziert zu lesende „Rollenlyrik“ sei. Verschiedene Deutungen, vor allem aber die Albrecht Schönes, hätten das Gedicht „Erinnerung an die Marie A.“ zu Unrecht zum „Prototyp bürgerlicher Dichtkunst erhoben.“ Nach Schöne liege das „Wunder dieses Gedichts“ in dem Symbol der Wolke dadurch, „daß gerade dieses Sinnbild der Flüchtigkeit durch die Kühnheit der Sprache, die Kraft des Rhythmus, den Zauber des Klanges und die Steigerung der Bildwiederholung sich verwandelt ins eigentlich Dauernde und Gegenwärtige.“ Obwohl Schöne prosaische Elemente sehe, seien für ihn die „Wolkenbilder“ Garanten „der geformten Beständigkeit des Kunstwerks.“ Jan Knopf weist Schönes Interpretation scharf zurück.
„Diese Deutung entzieht dem Gedicht jeden Gebrauchscharakter und jede Rollenfunktion; der alte Erbauungscharakter ist wiederhergestellt, das Flüchtige hat wieder Ewigkeitswert. Gerade bei diesem Gedicht sind zunächst die »prosaischen« Zusammenhänge wiederherzustellen.“
In der Folge untersucht Jan Knopf distanzierende Aspekte im Gedicht und im Kontext seiner Entstehung. Die zweite Strophe weise das Gedicht als Dialog aus („Und fragst du mich, was mit der Liebe sei“), die Erinnerung an die Marie A. werde negiert („ich kann mich nicht erinnern“; „Doch ihr Gesicht, das weiß ich wirklich nimmer“). Das lyrische Ich sei als deutlich älter angelegt als der junge Brecht, der das Gedicht in sein Notizbuch geschrieben habe. Weitere Hinweise entnimmt Knopf den zynischen Bemerkungen zum Gedicht in Brechts Notizbuch. Vor allem in Brechts Verweis auf Giacomo Casanova und seine über 1.000 Geliebten und in Brechts Notiz, er habe das Gedicht im Zustand der „gefüllten Samenblase“ geschrieben, entdeckt Knopf das beherrschende sexuelle Motiv, zu dessen Befriedigung „dann jede Frau willkommen ist: sie hat schon in der Aktualität kein Gesicht.“ Die Entstehung aus einem Schlager als Vorlage sieht Knopf als weiteren Hinweis, dass das Gedicht als „parodistischer Gegenentwurf zu bürgerliche(r) Liebeslyrik“ zu verstehen sei:
„Der große Liebende – so wird später auch Max Frischs Deutung in Don Juan oder Die Liebe zur Geometrie (1952) ausfallen – ist in Wahrheit Narziß, einer, der nur sich selbst liebt und die Frauen lediglich zu seiner Bestätigung benötigt. […] Der flüchtige Selbstgenuß, in Abwehr aller bürgerlicher sentimentaler Liebesbeschwörungen, ist Thema und »Ausdruck« des Gedichts.“
Es ist nicht möglich, die verschiedenen Interpretationen auf einen Nenner zu bringen. Von den meisten Interpreten wird eine sentimental-romantische Lektüre zurückgewiesen. Die weiße Wolke steht nicht zuerst für die Reinheit der Liebe, sondern für Vergänglichkeit der Reinheit, den für den Sprecher einmaligen Moment der ersten Eroberung. Schon im Moment der romantischen Erinnerung erscheint die Geliebte seltsam sprach- und gesichtslos. („still“, „stille“, „bleich“). John Fuegi spricht von „namenlosen, schweigenden, gesichtslosen Frauen“ im Werk Brechts, es finde „eine Verschiebung von einem Menschen aus Fleisch und Blut zu einer körperlosen Wolke statt“. In der langen Umarmung, während der die Wolke vom hohen Sommerhimmel verschwindet, vergeht auch die Reinheit und der große, unvergessliche Moment der ersten Liebe.

### Das Konzept der Erinnerung
Brechts Gedicht stellt für einige Autoren grundsätzlich die Frage nach dem menschlichen Erinnerungsvermögen. Elisabeth von Thadden setzt in der ZEIT das Brecht-Gedicht in Beziehung zum Themenfeld Hirnforschung und zu Zweifeln am menschlichen Erinnerungsvermögen.
„Brechts frühes Gedicht Erinnerung an die Marie A., das mehr von der Ungewissheit des Erinnerns, von der Faszination einer gedächtnisstimulierenden Wolke als von einer Liebeserfahrung spricht, bringt zur Darstellung, was jetzt den renommierten Frankfurter Historiker Johannes Fried dazu veranlasste, seine Grundzüge einer historischen Memorik zu erarbeiten: die Irritation über die Unsicherheit des menschlichen Gedächtnisses nämlich.“
Nach von Thadden zeigt die Erinnerung an die Marie A. die Dominanz der „jeweiligen Gegenwart des Erinnerns“, die die Vergangenheit zur Anpassung an die Bedürfnisse des Jetzt zwingt.
Auch für Jean-Claude Capèle ist die Liebe beim frühen Brecht geradezu definiert durch Vergänglichkeit.
„Das menschliche Gefühl ist dazu bestimmt, nur kurz aufzuleben, um sich sehr rasch wieder ins Nichts des Vergessens aufzulösen. Mit diesem Prozeß des Vergessens steht die Natur in engem Zusammenhang, da das Vergessen des geliebten Menschen immer wieder an Gegenständen der Natur artikuliert wird.“
Capèle sieht im Bild der Wolke, die sich dem Gedächtnis des lyrischen Ich eingeprägt hat, eine Betonung der Vergänglichkeit der Liebe. Die Liebe werde dabei einerseits als „wiederholbarer Naturvorgang“ gefasst, andererseits sei die Wolke „von Natur aus das Vergänglichste schlechthin“, das dennoch aber eher im Gedächtnis bleibe als die geliebte Frau, die „in der bedeutungslosen Ungewißheit untergeht“.
Jochen Vogt sieht das Vergessen beim frühen Brecht als „Chiffre“ für den Verlust Gottes, für „die leere Transzendenz“, aber auch für „die Entfremdung im menschlichen Miteinander, nicht zuletzt in der Beziehung zur «stillen, bleichen Liebe» Marie A.“. Als eine Ursache nennt Vogt „den dramatischen Erfahrungsverlust der Generation von 1918“, das Entfremdungsgefühl der Kriegsteilnehmer angesichts der veränderten Welt. Als Beleg für diese Erfahrung zitiert er Walter Benjamin:
Eine Generation, die noch mit der Pferdebahn zur Schule gefahren war, stand unter freiem Himmel in einer Landschaft, in der nichts unverändert geblieben war als die Wolken und unter ihnen, in einem Kraftfeld zerstörender Ströme und Explosionen, der winzige, gebrechliche Menschenkörper.
Brecht gehört für Jochen Vogt zu den Autoren der Moderne, die das Erinnern als flüchtig und zufällig bestimmen. „Die Wolke figuriert in Brechts Gedicht als simulacrum des menschlichen Gesichts.“ Brecht inszeniere Erinnern als Vergessen und sei damit sehr nahe an anderen literarischen Erinnerungsprojekten der Moderne. Die Kennzeichnung von Marcel Prousts Schreiben als “Poetik der Erinnerung aus der Tiefe des Vergessens” treffe insofern auch die Lyrik des frühen Brecht.

## Weitere Verwendung der Motive bei Brecht

### Das Symbol „Pflaumenbaum“
Klaus Schuhmann weist darauf hin, dass das erotische Symbol des Pflaumenbaums vor der Erinnerung an die Marie A. ebenfalls im Baal auftaucht und später mit deutlichen erotischen Anspielungen im Pflaumenlied aus Herr Puntila und sein Knecht Matti.
Als wir warn beim Pflaumenpflücken
legte er sich in das Gras
Blond sein Bart, und auf dem Rücken
Sah er zu, sah die und das.
Auch Sabine Kebir untersucht die spätere Verwendung des Pflaumenmotivs bei Brecht als „Synonym für die weiblichen Schamlippen“. Sie zitiert neben dem Puntila „Das Lied vom kleinen Wind“, das Brecht 1943 im Zuge der Entstehung des Schweyk verfasste.
Nimm’s von den Pflaumen im Herbste
Wo reif zum Pflücken sind
Und haben Furcht vorm mächtigen Sturm
Und Lust auf ’n kleinen Wind.
So ’n kleiner Wind, du spürst ihn kaum
 ’s ist ein sanftes Wiegen.
Die Pflaumen wollen ja so vom Baum
Wolln auf’m Boden liegen.
Sabine Kebir sieht in beiden Liedern den Ausdruck von „weiblich-erotischem Selbstbewusstsein“ und schlägt einen Bogen von der Erinnerung an die Marie A. zum Lied aus dem Schweyk. Beide Texte vereine die „Ungeduld des jugendlichen Liebhabers“ und der Wunsch der Frauen nach „Verzögerung beim Liebesabenteuer“, beim Schwejk sehe der „gereifte Dichter“ dies mit „Verständnis und Sympathie“.

### Das Wolkensymbol
Die deutlichste Wiederaufnahme des Wolkensymbols ist Brechts um 1921 entstandene „Ballade vom Tod des Anna Gewölkegesichts“. Hier wird zunächst der Wunsch nach Vergessen der Geliebten sehr deutlich ausgesprochen:
Sieben Jahre vergingen. Mit Kirsch und Wacholder
Spült er ihr Antlitz aus seinem Gehirn
Auch in der achtstrophigen Ballade repräsentiert die Wolke die verlorene Erinnerung an das Gesicht der Geliebten.
Wie war ihr Gesicht? Es verschwamm in den Wolken?
und
Einmal sieht er noch ihr Gesicht: in der Wolke!
Es verblaßte schon sehr. Da er allzu lang blieb…
Wie in der Erinnerung an die Marie A. spielt Brecht auch hier mit den verschiedenen Bedeutungen und Konnotationen des Wortes „weiß“. Nach dem Schwinden der Erinnerung sieht der Sprecher in deutlicher Anspielung auf die Situation des Schriftstellers „dieses weiße Papier“. Aus der „stillen bleichen Liebe“ wird in der Ballade „Eine Stimme, der ihre Lippe verblich“. Ihr Gesicht in der Wolke „verblaßte schon sehr“. Am Ende verblassen mit der Erinnerung auch die Wünsche:
In den weißen Winden des wilden April
Fliegen wie Wolken die blässeren Wünsche:
Ein Gesicht vergeht. Und ein Mund wird still.
„Das uralte Vergänglichkeitssymbol“ der Wolke findet Albrecht Schöne auch in Brechts Erzählgedicht Schuh des Empedokles aus den Svendborger Gedichten aus dem Jahre 1939:
… Langsam, wie Wolken
Sich entfernen am Himmel, unverändert, nur kleiner werdend,
Weiter weichend, wenn man nicht hinsieht, entfernter,
Wenn man sie wieder sucht, vielleicht schon verwechselt mit andern,
So entfernte er sich aus ihrer Gewohnheit, gewöhnlicherweise.
Allerdings sei hier nur eine Seite des Leitmotivs der Erinnerung an die Marie A. aufgegriffen: die „Vergänglichkeit“.
Sabine Kebir weist darauf hin, dass das Wolkensymbol beim frühen Brecht zunächst „ein ernstes, ins Tragische weisendes Bild“ gewesen sei. Als Beleg zitiert sie Das Lied von der Wolke der Nacht:
Mein Herz ist trüb wie die Wolke der Nacht
Und heimatlos, o Du!
…
Die Wolke der Nacht ist mit dem Wind allein.
Auch in den bereits genannten Verwendungen im Schuh des Empedokles und in der Ballade vom Tod des Anna Gewölkegesichts sieht Kebir „eine ernste, melancholische Atmosphäre der Liebestrauer“. Es gebe jedoch einen Unterschied in der Verwendung des Wolkensymbols beim frühen Brecht: In der Erinnerung an Paula Banholzer sehe Brecht in der Wolke das Gesicht der Geliebten, nicht nur im Gedicht, sondern auch in Notizen:
„Nach einem Tag ohne Tagwerk, voll von Rauchen, Schwatzen, Bummeln und unnützen Haltungen, schlafe ich schlecht in der heißen Budike und verwickle mich in Eifersuchtskrämpfe. Über dem blassen Plafond schwimmt das Gesicht der Bi: Es ist unruhig.“
Anders verschwinde das Gesicht in der Erinnerung an die Marie A. und im Text Von He. 9. Psalm:
Darum starb sie im 5. Monat des Jahres 20, eines schnellen Todes heimlich, als niemand hinsah, und ging hin wie eine Wolke, von der es heißt: Sie war nie gewesen.
Im realen Leben sei Brecht der Abschied weder von seiner Münchner Geliebten Hedda Kuhn (die er „He“ nannte) noch von Marie Amann leichtgefallen, zu He habe er noch lange nach der Trennung Kontakt gehabt und Marie A. lange nachgetrauert. Sabine Kebir sieht hier zwei Aspekte, zunächst den deutlichen Abstand zwischen Biographie Brechts und literarischer Verarbeitung, des Weiteren in der konsequenten Verdrängung des Gesichts der Geliebten in der Erinnerung an die Marie A. „den furiosen Versuch, sich mit der Erfolglosigkeit einer fünf Jahre währenden Werbung abzufinden“, eine „selbsttherapeutische Maßnahme“.

## Vertonungen

### Frühe Vorträge und erste Fixierung eines Notentexts
Brecht hat die Erinnerung an die Marie A. bereits vor der Erstveröffentlichung mehrfach vor Publikum gesungen. Er berichtet in seinen Tagebüchern von einem Auftritt am 27. Mai 1921 bei Maifestspielen „zugunsten notleidender Akademiker“ auf einer „Groteskbühne“ im Münchner Ausstellungspark: „Ich kann es nicht ganz auswendig … ich mache schlapp und trudle ab, von Gewissensbissen zerfleischt, übrigens unter Beifallsklatschen.“ Arnolt Bronnen hat Brecht das Lied Mitte Dezember 1921 in Berlin bei einer Gesellschaft im Haus des Schriftstellers und Dramaturgen Otto Zarek mit einer „krächzenden, konsonantischen Stimme“ singen gehört, Carl Zuckmayer Anfang oder Mitte Oktober 1923 bei einer privaten Feier in der Wohnung der Schauspielerin Maria Koppenhöfer in München, „with its kitschy, totally gripping French chanson tune“ (so John Fuegi). Brecht begleitete sich in beiden Fällen selbst auf der Gitarre. Auch noch 1924 und 1925 in Berlin gehörte das Lied zum Repertoire des Balladensängers Brecht; er trug es regelmäßig bei Gesellschaften in seinem Zimmer vor.
Zwar war Brecht musikalisch, sang und spielte Gitarre, und er beherrschte auch die Notenschrift. Wie spätestens 1925 bei der Vorbereitung der Notenanhänge zur Hauspostille offenkundig wurde, reichten seine technischen Fähigkeiten aber nicht aus, eine Druckvorlage für einen Notentext zu erstellen. Er begann daher mit dem Komponisten Franz Servatius Bruinier zusammenzuarbeiten, den er beim Berliner Rundfunk kennen gelernt hatte. Wie Fritz Hennenberg vermutet, hat Brecht seine Interpretation des Liedes Bruinier vorgesungen, Bruinier hat diese Fassung aufgezeichnet, möglicherweise auch Änderungen vorgeschlagen und zudem eine Klavierbegleitung erstellt. Ein undatiertes Manuskript dieser Fassung, wohl 1927 entstanden, ist im Bertolt-Brecht-Archiv erhalten. Hier erscheinen Brecht und Bruinier gemeinsam als Komponisten, mit dem Vermerk: „nach einer alten Melodie“.
Diese „alte Melodie“ stammt ursprünglich aus der 1875 erstveröffentlichten „Romance“ mit dem Titel Tu ne m’aimais pas! („Du hast mich nicht geliebt“) von Léon Laroche (Text) und Charles Malo (Musik). Das Stück war, wie das Titelblatt ausweist, bereits vor der Publikation der Noten im Pariser Café-concert Eldorado von einem gewissen „Mr. Max“ gesungen worden. 1896 erschien eine sehr populäre Bearbeitung dieses Liedes durch den Wiener Komponisten Leopold Sprowacker (op. 101, Verlor’nes Glück). Sprowacker hatte nicht nur den Text ins Deutsche übertragen, sondern auch „geschmeidigere Melodiekurven“ eingebaut, was nach Fritz Hennenbergs Urteil die schon bei Malo „kräftig aufgetragene“ Sentimentalität noch zusätzlich „verdickte“.

### Die Vertonung von Brecht und Bruinier
Das Manuskript hält sich weitgehend an die Melodie von Sprowackers Fassung des Verlor’nen Glücks. Der größte Unterschied besteht darin, dass aufgrund des Verzichts auf einen Refrain acht Takte der Melodie fehlen. Brecht und Bruinier strichen jedoch nicht die Refraintakte, sondern die letzten beiden Melodiezeilen der Strophe und die ersten beiden des Refrains, während die letzten beiden erhalten blieben. Als Ergebnis dieser Montage entstanden zwei miteinander korrespondierende achttaktige Perioden, die Trennung von Strophe und Refrain wurde aufgehoben. Zudem weichen einige Intervalle leicht von der Vorlage ab.
Die Begleitung des in C-Dur notierten Liedes beschränkt sich auf stützende Akkorde (Tonika, Dominante und Subdominante), rhythmisiert in fast durchlaufenden Achteln. Sie ist damit weit schlichter als in der Vorlage; insbesondere die harmonischen Ausweichungen und dramatisierenden Zuspitzungen in den letzten beiden Strophenversen entfallen infolge der Streichung dieser Zeilen völlig. Das Lied rückt so noch näher an den beabsichtigten „Volkston“, wie Fritz Hennenberg anmerkt. Ein konstantes Rhythmusmodell, bereits bei Malo und Sprowacker etabliert, gibt dem Lied seine Struktur: Jede Verszeile beginnt mit drei auftaktigen Achteln, worauf eine punktierte Viertel folgt, die eine Zäsur markiert. Der zweite Teil der Phrase enthält fünf Achtel und dann, je nach Versschluss, ein oder zwei längere Notenwerte. Diese Zweiteilung des Verses nutzt Brecht, anders als Sprowacker, tatsächlich meist als einen Einschnitt. So werden für den Vortrag kleinere rhythmische Einheiten geschaffen: „An jenem Tag | im blauen Mond September“. Allerdings fällt gerade in der Schlusszeile der Strophen zweimal das distanzierende „(als ich) auf-sah“ genau in diese Zäsur, die damit überbrückt wird.

7. Zeile der Brecht/Bruinier-Vertonung

Die Melodie des Stücks enthält, dem Schlager-Charakter der Vorlage entsprechend, effektvolle Skalenanstiege, aufsteigende Dreiklangsmelodik und Quintfälle und wirkt daher sehr sanglich. Die Interpreten haben den Gegensatz zwischen den kantablen Melodielinien und der desillusionierenden Sprache insbesondere der letzten beiden Strophen oft parodistisch genutzt. Am auffälligsten ist die Gestaltung der siebten Musikzeile: Nach mehreren abgebrochenen Anstiegen im ersten Teil der Strophe wird hier endlich der Spitzenton D erreicht, jeweils auf ein Schlüsselwort: „(sie war sehr) weiß“, „(und ihr Ge-)sicht“, „(doch jene) Wol-(ke)“. Das Ende dieser Phrase markiert der tiefste Abwärtssprung, ein Septfall (etwa auf den Text „o-ben“ in der ersten Strophe), zusätzlich herausgehoben durch plötzliches Aussetzen der durchlaufenden Achtel und die auffälligste Harmonie des schlichten Stücks (Subdominant mit Sixte ajoutée). Brecht und Bruinier verzichteten hier auf die Ersetzung durch die Mollparallele, wie sie bei Sprowacker vorgegeben war; es bleibt beim nüchternen Dur. Mit einer sachlich anmutenden Phrase kehrt das Lied in der Schlusszeile zum Grundton zurück.

### Musikalische Interpretationen und weitere Fassungen
Diese Fassung ist es, die im Allgemeinen den Interpretationen des Liedes zugrunde lag. 1928 nahm Kate Kühl, die „Lucy“ der Dreigroschenoper-Premiere, das Lied auf Schallplatte auf. Hans Reimann bezeichnete die Aufnahme im März 1933 in der beliebten Kulturzeitschrift Querschnitt als „das köstlichste Liebeslied der letzten Jahre“ und wies bereits zu diesem Zeitpunkt auf Malo und Sprowacker als Autoren der Vorlage hin. 1952 erinnerte er sich in seiner Literazzia: „Wer beschreibt mein Entsetzen, als ich Anno 1928 das längst verloren geglaubte ‚Verlor’ne Glück‘ vortragen hörte von Kate Kühl? … Die Firma Grammophon warf es (das Glück) als Schallplatte auf den Markt. Ein Komponist stand nicht drauf. Statt dessen: Alte Volksweise. … Und der Verfasser? – Bert Brecht! Er hatte den Charles Malo neu textiert. Ich nehme an, aus Übermut. Oder aus Freude am Kitsch. Aber die Kühl trug es so beseelt vor, daß der Scherz zum Ernst wurde.“ Reimanns Angabe, dass Malos Melodie selbst ein Plagiat der Weise Behüt dich Gott, es wär so schön gewesen aus Victor Ernst Nesslers Oper Der Trompeter von Säckingen sei, trifft freilich nicht zu, wie Fritz Hennenberg gezeigt hat. Dies ist schon aufgrund der zeitlichen Folge unmöglich, da die Oper 1884 uraufgeführt, Malos Chanson jedoch bereits 1875 veröffentlicht wurde; auch der Notentext bietet keine Anhaltspunkte für ein Plagiat, in welcher Richtung auch immer.
Hauptsächlich Veränderungen in der Begleitung bringt eine Variante mit Klaviersatz, die aus dem Besitz von Ernst Busch stammt und sich um 1933 datieren lässt. Wahrscheinlich ist Hanns Eisler der Urheber. Im Verhältnis zur Urfassung hält sie sich enger an die Vorlage von Sprowacker. Busch hat das Lied unter anderem im April 1936 in London gesungen, begleitet von Eisler am Klavier. Später hat er es zumindest zweimal auf Schallplatten aufgenommen, einmal Ende der 1940er Jahre mit Gitarrenbegleitung, einmal 1965 mit Klavier. Zudem ist eine Neueinrichtung von Hanns Eisler aus dem Jahre 1962 erhalten, die Ernst Busch jedoch nie verwendet hat, seinem Vermerk auf dem Manuskript nach zu schließen.
Aus demselben Zeitraum wie die Brecht-Bruinier-Vertonung stammt ein Notenmanuskript, das von Bruinier allein gezeichnet ist. Es ist datiert vom 10. Januar 1927. Bruinier ergänzt nicht nur Vor-, Zwischen- und Nachspiele des Klaviers, sondern setzt das Lied auch in Moll. Harmonik und Melodiephrasen sind weit anspruchsvoller, chromatische Anstiege und Vorhalte werden eingebaut; doch das konstante Rhythmusmodell der Vorlage ist auch für diese Fassung verbindlich. Albrecht Dümling charakterisiert dieses „a-Moll-Andantino“ als „sentimentales Lied im Salonstil“. Das Manuskript wurde erst im Nachlass Brechts gefunden. Eine Aufführung dieser Fassung fand bei einer Soirée des Brecht-Zentrums der DDR am 7. Januar 1982 statt (Gesang: Roswitha Trexler, Klavier: Fritz Hennenberg).
Keine der Fassungen fand Eingang in die Notenanhänge zur Hauspostille, deren Druckvorlage bereits 1925 fertiggestellt werden musste. Die Erinnerung an die Marie A. gehört dementsprechend nicht zu den 14 Liedern, deren Noten in den gedruckten Fassungen der Hauspostille veröffentlicht wurden.
Das Stück ist noch mehrfach vertont worden, die Neukompositionen sind aber recht unbekannt geblieben und kaum für Interpretationen genutzt worden. So gibt es eine Komposition des Werks von Rolf Liebermann um 1933. Hans Reimann hat 1948 das Lied von einer in München tätigen Schauspielerin gehört; es habe damals „eine neue musikalische Untermalung“ und eine „neue Singweise“ gehabt. Reimann macht dazu aber keine näheren Angaben. Gottfried von Einem hat 1961 eine mit der Vorlage gar nicht verwandte, ganz eigenständige Vertonung geschaffen. In seinen „Lyrischen Phantasien für Gesang und Orchester“, betitelt Von der Liebe (op. 30), ist die Erinnerung an die Marie A. die Nummer VI. Diese Vertonung steht, so ein gewisser R. L. in einer zeitgenössischen Rezension, „fest in der Tradition Mahler'scher Orchesterlieder-Zyklen“. Die Song- und Schlager-Elemente sind ganz aufgegeben, ebenso das Rhythmusmodell der ursprünglichen Vertonung; von Einem nutzt Ganztonleitern, Chromatik und Imitationstechniken. Es ergibt sich ein elegisches Klangbild mit kantablen Melodielinien, die „die Augen jeder Kammersängerin zum Leuchten bringen würden“. Von der Liebe hat insgesamt „eher den Charakter einer Solokantate als den eines Liederkreises“, so Friedrich Saathen in seiner Einem-Chronik. Ein Frühwerk der 17-jährigen Karola Obermüller sind Drei Lieder über die Liebe, uraufgeführt 1994 in der Darmstädter Akademie für Tonkunst, in denen Brechts Gedicht von zwei Werken Ingeborg Bachmanns eingerahmt ist.

## Text
- Bertolt Brecht. Große kommentierte Berliner und Frankfurter Ausgabe. Berlin, Weimar, Frankfurt am Main 1988, Band 11, Gedichte 1, S. 92 f.
- Faksimile der Urfassung in: Werner Hecht (Hrsg.): Brecht, Sein Leben in Bildern und Texten. Frankfurt am Main 1988, S. 39

## Film
- Die Pflaumenbäume sind wohl abgehauen, Interview mit Marie Rose Aman, Dokumentarfilm, DDR 1978, s/w, 9 min., Regie und Drehbuch: Kurt Tetzlaff

## Noten, Aufnahmen und Aufführungen
Musikalische Quellen
- Léon Laroche, Charles Malo: Tu ne m’aimais pas! Romance, Paris: Bathlot, 1875
- Leopold Sprowacker: Verlor’nes Glück: „So oft der Frühling durch das off’ne Fenster“. Ein rumänisches Lied für eine Singstimme mit Pianoforte (op. 101), Wien: Adolf Robitschek, 1896

Noten der Vertonungen
- Fritz Hennenberg (Hrsg.): Brecht-Liederbuch, Frankfurt: Suhrkamp, 1985, ISBN 3-518-37716-7. Dort die Brecht/Bruinier-Fassung (S. 42f) mit Kommentar (S. 376–379) und die Bruinier-Fassung (S. 46f) mit Kommentar (S. 379).
- Gottfried von Einem: Von der Liebe. Lyrische Phantasien für Gesang und Orchester (op. 30). Klavierauszug. London et al.: Boosey & Hawkes, 1961. Uraufführung am 18. Juni 1961 in Wien, Konzerthaus mit dem Radio-Symphonieorchester Berlin, Heinrich Hollreiser, Irmgard Seefried

Aufnahmen (Auswahl)
- Stefanie Schlesinger: Erinnerung an die Marie A. (2019) in der Vertonung von Wolfgang Lackerschmid
- Kate Kühl: Hoppla wir leben! Ein musikalisches Porträt in Originalaufnahmen mit ihren Kabarett-Chansons, Schlagern und Erfolgsliedern. Berlin Cabaret, 2007
- Ernst Busch: Fragen eines lesenden Arbeiters. Originalaufnahmen 1946–1953 (III). Barbarossa, 2005
- Ernst Busch: b. b. Legenden, Lieder und Balladen 1914–1934. Eterna, 1965.
- Ernst Busch singt Brecht, Songs, Lieder und Gedichte[148]
- Jutta Czurda: Czurda Singt Brecht
- David Bowie hat den Song für eine Fernsehproduktion von Bertolt Brechts Theaterstück Baal verfilmt und als EP veröffentlicht; siehe (David Bowie in Bertolt Brecht’s „Baal“)[149]
- Udo Samel in der Fernsehproduktion „100 Jahre Brecht“ von Ottokar Runze, 1997
- Angela Winkler: Brecht Gala – Ungeheuer oben. Berliner Ensemble, Berlin, 20. Januar 2007, Begleitung am Flügel: Adam Benzwi
- Konstantin Wecker: Brecht, 2. Februar 1998, GLOBAL MUSICON (Sony Music)
- Wolf Biermann: Brecht, Deine Nachgeborenen, 20. März 1998
- Eine Vertonung des Gedichts von Herb Weidner gelesen von Fritz Stavenhagen

## Übertragungen in andere Sprachen
Diese Übertragungen sind – vielleicht mit Ausnahme der englischen – eher Übersetzungen, die die sprachlichen Eigenheiten von Brecht nicht berücksichtigen und auch vom Rhythmus her nicht in die Vertonung passen (Zu dieser Problematik siehe Jörn Albrecht: Übersetzung und Linguistik, Grundlagen der Übersetzungsforschung Bd. 2.).
- Englisch von Dominic Muldowney / David Bowie
- Englisch von John Willet[151]
- Französisch von Maurice Regnaut[152]
- Italienisch von Roberto Fertonani
- Ungarisch von Győző Csorba[153]